# Martin T4M
Martin T4M là một loại máy bay ném bom ngư lôi của Hoa Kỳ trong thập niên 1920.

## Biến thể
XT4M-1
T4M-1
TG-1
TG-1 Commercial
TG-2

## Quốc gia sử dụng
Hoa Kỳ
- Thủy quân Lục chiến Hoa Kỳ Corps[1][2]
- Hải quân Hoa Kỳ

## Tính năng kỹ chiến thuật (T4M-1)
Dữ liệu lấy từ US Navy Aircraft since 1911 
Đặc điểm tổng quát
- Kíp lái: 3
- Chiều dài: 35 ft 7 in (10,85 m)
- Sải cánh: 53 ft 0 in (16,16 m)
- Chiều cao: 14 ft 9 in (4,50 m)
- Diện tích cánh: 656 ft² (70 m²)
- Trọng lượng rỗng: 5.814 lb (2.643 kg)
- Trọng lượng có tải: 9.503 lb (4.320 kg)
- Động cơ: 1 × Pratt & Whitney R-1690 Hornet, 525 hp (392 kW)

 Hiệu suất bay 
- Vận tốc cực đại: 114 mph (99 kn, 184 km/h)
- Vận tốc hành trình: 98 mph (85 kn, 158 km/h)
- Tầm bay: 363 mi [4] (316 nmi, 584 km)
- Trần bay: 10.150 ft (3.095 m)
- Tải trên cánh: 14,5 lb/ft² (61,7 kg/m²)
- Công suất/trọng lượng: 0,055 hp/lb (0,091 kW/kg)

Trang bị vũ khí

- 1 × súng máy 0.3 in (7,62 mm)
- 1 × ngư lôi hoặc bom